# 浦贝彝族乡
浦贝彝族乡是中华人民共和国云南省玉溪市易门县下辖的一个民族乡。

## 行政区划
浦贝彝族乡下辖以下村级行政区划单位：
浦贝村、苗茂村、罗台旧村、阿姑村、浦贝彝族乡朋多村员委员会、草箐村和水唐村。